# Agabus safei
Agabus safei är en skalbaggsart som beskrevs av Abdul-karim och Syed Irtifaq Ali 1986. Agabus safei ingår i släktet Agabus och familjen dykare. Inga underarter finns listade i Catalogue of Life.